# Ragnill Pedersdotter
Ragnill Pedersdotter var en svensk så kallad löskekona. Hon stod 1620 och 1623 åtalade för hor och barnamord. Hennes fall är anmärkningsvärt eftersom det exemplifierar och innefattar tron på sexuellt umgänge mellan människa och naturväsen.
Hon ställdes inför rätta i sin frånvaro vid Allbo Häradsrätt i Kronobergs län både 1620 och 1623 för hor och spädbarnsmord. Hon beskrivs som en "löskona" inneboende hos sin moster och dennas make, med vars gifte son, sin kusin Peder Pederssen, hon hade fått ett barn. Vid tingen var både Ragnill och Peder försvunna, och hennes moster och dennas make, Peders föräldrar, fick i stället svara för dem. Enligt både dem och andra vittnen hade Ragnill hävdat att hennes graviditet var resultatet av samlag med näcken snarare än hor med hennes kusin, och att det var näcken som hade fört bort hennes barn snarare än hon som hade mördat det. Hennes moster och dennas make bekräftade denna historia. Övriga vittnen hävdade att Ragnill vid flera tillfällen hade setts ha några form av anfall, och efteråt förklarat för dem att det var näcken som då hade samlag med henne. Ingen uppgav sig veta var hon hade försvunnit. Vittnena tycks uppriktigt ha trott att hon hade haft samröre med näcken, och antydde att det var han som nu hade fört bort henne. Rätten tycks däremot inte ha satt tilltro till historien om näcken utan dömde till slut Ragnill i hennes frånvaro för att ha begått hor genom att ha haft samlag med sin kusin och för att ha mördat fler än ett spädbarn och hittat på historien om näcken för att undslippa straff.